# Christian Panucci
Christian Panucci (Savona, 12 april 1973) is een Italiaans voetbaltrainer en voormalig betaald voetballer die doorgaans centraal of rechts in de verdediging speelde. Hij sloot in augustus 2010 zijn actieve sportloopbaan af die hem vanaf 1990 langs Genoa CFC, AC Milan, Real Madrid CF, Internazionale, Chelsea FC, AS Monaco, AS Roma en Parma FC voerde. Van 1994 tot en met 2008 speelde Panucci 57 interlands voor het Italiaanse elftal. De titel die Italië won op het WK 2006 maakte hij niet mee, omdat hij in die tijd gebrouilleerd was met toenmalig bondscoach Marcello Lippi.
In de zomer van 2001 haalde de toenmalige coach van AS Roma Fabio Capello Panucci op bij AS Monaco. Het werd hun derde samenwerking na die bij AC Milan en Real Madrid CF. Onder andere coaches belandde de verdediger meermaals een zijspoor. Zijn avonturen zonder Capello bij Internazionale, Chelsea FC en AS Monaco leverden hem minder sportieve resultaten op. In 2009 mocht hij AS Roma transfervrij verlaten en ging hij naar promovendus Parma FC. Op verzoek van Panucci werd zijn contract eind februari 2010 om persoonlijke redenen ontbonden.

## Loopbaan
- 1990/93: Genoa
- 1993/96: AC Milan
- 1996/99: Real Madrid
- 1999/00: Internazionale
- 2000/01: Chelsea
- 2000/01: AS Monaco
- 2001/09: AS Roma
- 2009/10: Parma

## Erelijst
AC Milan
- Serie A: 1993/94, 1995/96
- UEFA Champions League: 1993/94
- Supercoppa Italiana: 1993, 1994
- Europese Supercup: 1994

 Real Madrid
- Primera División: 1996/97
- Supercopa de España: 1997
- UEFA Champions League: 1997/98
- Wereldbeker voor clubteams: 1998

 AS Roma
- Coppa Italia: 2006/07, 2007/08
- Supercoppa Italiana: 2007

 Italië
- UEFA EK onder 21: 1994, 1996

Individueel
- Bravo Award: 1994
- ESM Team van het Jaar: 2007/08

## Trivia
- Panucci ontsnapte in 1996 ternauwernood aan de dood. Hij was gekozen als aanvoerder van Italië op de Olympische Spelen van 1996, maar raakte geblesseerd. Om terug te keren naar Italië boekte hij op 17 juli een vlucht van New York naar Rome via TWA-vlucht 800. Toen zijn bagage van zijn aansluitende vlucht naar New York vertraging opliep, boekte hij in plaats daarvan een vlucht naar Milaan. De TWA-vlucht 800 ontplofte in volle vlucht en stortte in de zee ongeveer 32 kilometer zuidoost van New York. Van de 230 personen aan boord overleefde niemand de crash.[2]